# Catan: World Explorers
Catan: World Explorers è un videogioco di realtà aumentata geolocalizzata basato sul gioco da tavolo I coloni di Catan sviluppato da Niantic.

## Sviluppo
Annunciato nel 2019, il gioco è stato reso disponibile in early access nel corso del 2020. Nel 2021 Niantic ha dichiarato che avrebbe disattivato i server di Catan: World Explorers a partire dal 18 novembre.